# Isaac Lea
Aquest autor és citat en taxonomia animal amb el nom « Lea».
Isaac Lea (Wilmington (Delaware),4 de març de 1792 - mort a Filadèlfia el 8 de desembre del 1886) és un editor, malacòleg i conquiliòleg estatunidenc.
És el tercer fill de James Lea i Elizabeth Gibson. Va ser elegit membre de l'Acadèmia de Ciències Naturals de Filadèlfia el 1815. Tot i ser d'una família de quakers, va casar-se amb la catòlica Frances Ann Carey d'origen irlandesa el 1821 amb qui va tenir dos fills: el futur químic Mathew Carey Lea (1823-1897) i Henry Charles (1825-1909). En presentar-se com a voluntari per a l'exèrcit, d'ofici el 1814 va perdre la seva pertinença quaker, com que el moviment pacifista escloïa qualsevol participació a activats militars. De 1827 a 1851 va treballar a la casa editorial del seu sogre a Filadèlfia. De1 1827 a 1874 va publicar els tretze volums de la seva obra mestre Observations on the Genus Unio. El 1852 la Universitat Harvard li va atorgar el doctorat honoris causa en dret. De l'any 1858 al 1863 va ser president de l'Academy of Natural Sciences of Philadelphia. El 1860 va esdevenir president de l'Associació americana per l'avanç de la ciència.
Estudia principalment els mol·luscs d'aigua dolça i va publicar més de mil vuit-cents espècies noves, viues i fòssils. La seva rica col·lecció d'uniònids es conserva al Museu Nacional d'Història Natural de Washington.
Va morir el 8 de desembre del 1886 a Philadelphia. Hi va ser sebollit al cementiri Laurel Hill Cemetery.
Unes espècies que va descriure
- Dromus dromas
- Pegias fabula
- Sinanodonta woodiana
- Villosa perpurpurea

## Obres
- Observations on the Genus Unio (13 volums, 1827-1874)
- Contributions to Geology (1833)
- A Synopsis of the Family of Naiades (1838)[5]
- On the Fossil Foot-marks in the Red Sandstones of Pottsville, Pensylvania (1852)